# ماري كولمان
ماري كولمان (بالإنجليزية: Marie Coleman)‏ هي ناشطة اجتماعية وصحفية أسترالية، ولدت في 1933 في دوبو في أستراليا.